# キャロライン・マンロー
キャロライン・マンロー（Caroline Munro、1950年1月16日 - ）は、イギリスの女優。ハマー・フィルム製作映画の出演で知られる。

## 来歴
バークシャーのウィンザーに生まれる。父親は弁護士。
ロンドンでモデルとなり、母親が写真をイブニング・ニュース紙に送ったところ、フェース・オブ・ザ・イヤーに選ばれる。17歳までヴォーグでモデルをする。その後、映画界に入り、エキストラ出演を経て、1969年の『西部野郎奮戦記』で本格デビュー。
彼女のラム酒製品 (Lamb's Navy Rum) のポスターがハマー・フィルムの創業者ジェームズ・カレラスの目に留まったことから、ハマーと契約を結び、『ドラキュラ'72』に出演。1974年の『シンドバッド黄金の航海』や、1976年の『地底王国』ではヒロイン役となる。1977年には『007 私を愛したスパイ』にも出演している。

## 主な出演作品
| 公開年 | 邦題 原題                                              | 役名                               | 備考           |
| ------ | ------------------------------------------------------ | ---------------------------------- | -------------- |
| 1967   | 007/カジノ・ロワイヤル Casino Royale                   |                                    | クレジットなし |
| 1969   | 西部野郎奮戦記 A Talent for Loving                     | エヴァリナ                         |                |
| 1971   | 怪人ドクター・ファイブス The Abominable Dr. Phibes     | ヴィクトリア・レジーナ・ファイブス | クレジットなし |
| 1972   | ドラキュラ'72 Dracula A.D. 1972                        | ローラ・ベロウズ                   |                |
| 1972   | 怪人ドクター・ファイブスの復活 Dr. Phibes Rises Again  | ヴィクトリア・レジーナ・ファイブス | クレジットなし |
| 1974   | シンドバッド黄金の航海 The Golden Voyage of Sinbad     | マルギアナ                         |                |
| 1974   | 吸血鬼ハンター Captain Kronos - Vampire Hunter         | カーラ                             |                |
| 1975   | ベビー・ゾンビ/鮮血の産ぶ声 I Don't Want to Be Born    | マンディ                           |                |
| 1976   | 地底王国 At the Earth's Core                           | ディア                             |                |
| 1977   | 007 私を愛したスパイ The spy Who Loved Me              | ナオミ                             |                |
| 1978   | スタークラッシュ Starcrash                             | ステラ・スター                     |                |
| 1980   | マニアック Maniac                                      | アンナ・ダントニ                   |                |
| 1982   | 新マニアック The Last Horror Film                      | ジャナ・ベイツ                     |                |
| 1986   | ブラッド・エイプリル・フール Slaughter High            | キャロル                           |                |
| 1988   | フェイスレス Faceless                                  | バーバラ                           |                |
| 1989   | デモンズ6/最終戦 Il gatto nero                         | ノラ                               |                |
| 2003   | フレッシュ・フォー・ザ・ビースト Flesh for the Beast   | カーラ・ザ・ジプシー               |                |
| 2006   | バイオクリーチャー・ライジング The Absence of Lighting | アビー・チャーチ                   |                |